# Duinvoorkopje
Het duinvoorkopje of gehoornd zonnedubbelkopje (Bolyphantes luteolus; synoniem: Walckenaeria antica) is een spinnensoort uit de familie hangmatspinnen (Linyphiidae).
Het vrouwtje is 3,5-4 millimeter groot en het mannetje 3-3,5 mm. Het mannetje is te onderscheiden van mannetjes van Bolyphantes alticeps aan de positie van de ogen.
Het duinvoorkopje komt in Nederland en België vrij algemeen voor op struiken en onder lage vegetatie, zoals op dopheide en in kustduinen, soms ook in bossen.